# Ходаковский, Николай Николаевич
Николай Николаевич Ходаковский (Ходак-Ходаковский; 1879—1920 или 1921, Крым) — русский военачальник, генерал-майор, герой Первой мировой войны и участник Белого движения.

## Биография
Родился 25 октября (6 ноября по новому стилю) 1879 года, из дворян.
Окончил Киевский кадетский корпус (1898), Павловское военное училище (1900). Участник Первой Мировой войны. Был награждён орденом Святого Георгия 4-й степени
За то, что 13 ноября 1914 г. у д. Муховка зашел со своим отрядом из трех родов войск и 6-ти пулеметов в тыл противника и своими смелыми атаками решил в благоприятную сторону исход боя для Луцкого полка.
В 1915 году произведен в подполковники, 3 (16) января 1916 — в полковники за боевые отличия. С 30 июня (13 июля) 1916 — командир 165-го пехотного Луцкого полка. К концу 1917 генерал-майор, командир 42-й пехотной дивизии.
С 30 августа 1918 в резерве чинов при штабе Добровольческой армии. С 21 сентября 1918 в составе Марковского полка. 22 октября сменил Н. С. Тимановского в должности командира полка. 27 октября, ввиду болезни Тимановского, временно принял командование 1-й бригадой 1-й дивизии Добровольческой армии. В боях под Армавиром был ранен, в полк более не возвращался. С 8 ноября 1918 начальник войск Невинномысского района, с 1 декабря 1918 командир 2-й отдельной пластунской бригады и левого участка 3-го армейского корпуса. С 4 февраля 1919 в резерве чинов при штабе Крымско-Азовской Добровольческой армии, затем командир бригады 3-й пехотной дивизии. С 27 марта 1919 в резерве чинов при штабе Крымско-Азовской армии, с 2 апреля 1919 комендант крепости Керчь, с 12 августа 1919 Керчь-Еникальский градоначальник, с оставлением в прежней должности. Убит в Крыму во время Красного террора.

## Награды
- орден Святого Георгия 4-й ст. (ВП 19.05.1915);
- орден Святого Владимира 3-й ст. с мечами (ВП 06.10.1916);
- Георгиевское оружие (ВП 24.01.1917).